# Andrés Aparicio
Andrés Aparicio, vollständiger Name Ricardo Andrés Aparicio De la Quintana, (* 10. August 1976 in Montevideo) ist ein ehemaliger uruguayischer Fußballspieler.

## Verein
Der nach Angaben seines Vereins 1,68 Meter große Mittelfeldakteur Aparicio spielte mindestens 1997 für den Club Atlético Rentistas. Sein Karriereweg führte über Basañez (2000), Bella Vista (2001), die Montevideo Wanderers (2002), Defensor Sporting (2003 bis 2004) zu Nacional Montevideo (2004). Sodann folgten 2005 mit Junior in Kolumbien und Club Social y Deportivo Municipal in Guatemala seine ersten beiden Auslandsstationen. 2006 war er wieder in seiner Heimat für Cerrito aktiv. Aparicio spielte in der Apertura 2006 beim argentinischen Verein Banfield (vier Spiele, kein Tor). Im Jahr 2007 wird Liverpool Montevideo als sein Arbeitgeber ausgewiesen. Es folgte in der Clausura 2007 eine Station in Uruguay bei den Rampla Juniors (sieben Spiele, kein Tor). 2007/08 werden sechs absolvierte Partien in Argentiniens Nacional B bei San Martín de Tucumán geführt. Aparicio spielte in der Saison 2008/09 für den argentinischen Verein Quilmes. Dort stehen je nach Quellenlage 22 oder 26 Ligaeinsätze für ihn zu Buche. In der Apertura 2009 lief er neunmal für den Cerro Largo FC in Uruguay höchster Spielklasse auf. Im Jahr 2010 ist dann abermals eine Station in Argentinien bei Defensores de Belgrano verzeichnet. Sodann stand er ab der Spielzeit 2010/11 bei El Tanque Sisley unter Vertrag. Dort kam er bis zum Abschluss der Clausura 2013 je nach Quellenlage zu insgesamt 64 oder 65 Einsätzen in der Primera División. Im Rahmen der erstmaligen Teilnahme des Clubs an der Copa Sudamericana 2013 wurde er in beiden Begegnungen eingesetzt. Sein Verein scheiterte in der ersten Runde. In der Spielzeit 2013/14 bestritt er 28 Partien (ein Tor) in der Primera División. In der Saison 2014/15 wurde er in 14 Erstligaspielen (kein Tor) eingesetzt. Sein letzter Einsatz datiert vom 5. April 2015.
Im Juni 2015 kam es zu einer verbalen medialen Auseinandersetzung zwischen Aparicio und Vereinspräsident Fredy Varela, in der Aparicio ausstehende Gehaltszahlungen seitens des Vereins monierte. Anschließend verließ Aparicio, der zuvor am Kreuzband operiert worden war und für die zweite Jahreshälfte 2015 nicht zur Verfügung gestanden hätte, den Klub.